# Megaselia dimorphica
Megaselia dimorphica är en tvåvingeart som beskrevs av Ronald Henry Lambert Disney 1997. Megaselia dimorphica ingår i släktet Megaselia och familjen puckelflugor. Inga underarter finns listade i Catalogue of Life.